# 圣卢卡马斯
圣卢卡马斯（法語：Saint-Loup-Cammas，法語發音：[sɛ̃ lu kamas]）是法国上加龙省的一个市镇，属于图卢兹区。

## 地理
圣卢卡马斯（43°41'47"N, 1°28'41"E）面积3.65 平方千米，位于法国奧克西塔尼大區上加龙省，该省份为法国西南部内陆省份，西南端与西班牙接壤，自此顺时针与上比利牛斯省、热尔省、塔恩-加龙省、塔恩省、奥德省和阿列日省接壤。
与圣卢卡马斯接壤的市镇（或旧市镇、城区）包括：蒙伯龙、卡斯泰尔日内斯特、拉佩鲁斯-福萨、洛纳盖、佩什博尼约、圣热涅斯贝勒维。

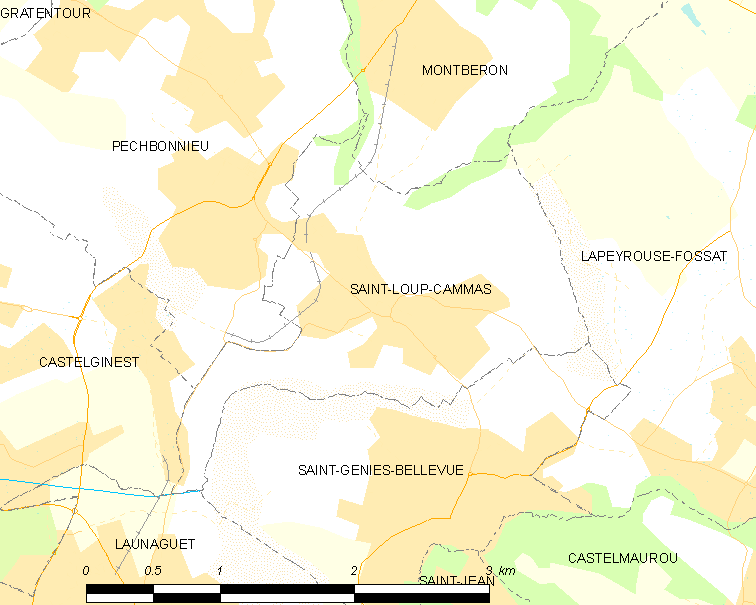
圣卢卡马斯的OSM定位图

圣卢卡马斯的时区为UTC+01:00、UTC+02:00（夏令时）。

## 行政
圣卢卡马斯的邮政编码为31140，INSEE市镇编码为31497。

## 政治
圣卢卡马斯所属的省级选区为佩什博尼约县。

## 人口

1962-2008年间圣卢卡马斯人口变化图示

圣卢卡马斯于2022年1月1日时的人口数量为2343人。